# The News Building
The News Building è un edificio di 17 piani situato nella zona di London Bridge a Londra, facente parte del complesso dello Shard.

## Descrizione
Ospita tutte le attività britanniche del News UK, tra cui The Times, The Sunday Times, The Sun, The Wall Street Journal, Dow Jones e HarperCollins. È stato progettato dall'architetto italiano Renzo Piano ed è stato finanziato dal Qatar, che è dietro lo sviluppo del quartiere del complesso dello Shard.
The News Building si trova immediatamente di fronte al The Shard, con la Tower Wing dell'ospedale di Guy sulla destra. The News Building era noto come The Place e The Baby Shard fino al 2014, quando il suo nome fu cambiato. Fu costruito sul sito del ormai demolito New London Bridge House, progettata da Richard Seifert e fu completata nel 2013.
L'edificio è stato inaugurato il 16 settembre 2014 dal sindaco di Londra Boris Johnson.
Nel gennaio 2017, Sky News ha aperto il suo nuovo studio nell'edificio.